# LADI
LADI(英: Laser-Assisted Direct Imprinting: LADI) はナノメートルオーダーの微細構造作成技術として期待されるナノ構造構築法の一手法。

## 概要
2002年にプリンストン大学のStephen Y. Chou達のグループが開発した。
ナノインプリント・リソグラフィと反応性イオンエッチングによって作製された石英の型をシリコン基板上にレーザーパルス光を照射して表面近傍を溶融させながら押し付けてパターンを転写する。
幅140nm、高さ110nm、長さ8～17μmの細線パターンの転写が確認され、反応性イオンエッチングで転写型の細線パターンに沿って作製した幅10nm、深さ15nmの溝の形状も転写できたとされる。
従来の高額な露光装置を使用せずに微細構造をシリコンウエハー上に250ns以下という極めて短時間で作成できるとされる。。

## 用途
- マイクロコンタクトプリンティング等と同様にボトムアップ方式のナノテクノロジーの基盤技術として期待される[2]。

## 長所
- 従来のフォトリソグラフィで作成していた同規模の微細なパターンを比較的簡便な装置で作成可能。
- 従来の半導体プロセスよりも工程数が少なく、広い面積を一度に転写できるので生産性が高い[2]。

## 短所
- 転写時の位置合わせ(アライメント)の精度が重要だが、加熱処理により、ウエハーと転写型の熱膨張等も考慮しなければならず、難易度が高い。
- 転写時に転写対象に接触するので転写型のコンタミネーションによる汚染の可能性がある。
- 大面積のシリコンウエハーにレーザー光を均一に照射する必要がある。